# Patrizio Rizzotti
Patrizio Rizzotti (Livorno, 26 gennaio 1811 – Messina, 17 ottobre 1874) è stato un banchiere italiano.
È stato un banchiere messinese molto conosciuto nel mondo economico-bancario di fine ottocento e impegnato nella maggiori iniziative economiche della città.
Esponente della borghesia mercantile della città di Messina, era uno dei maggiori azionisti della Banca Siciliana insieme alla famiglia Grill e ai fratelli Fischer (esponenti dell'alta borghesia mercantile e imprenditoriale messinese). 
Presidente della Camera di commercio di Messina dal 1869 al 1874 (nella quale tutt'oggi si conserva un busto in marmo del banchiere del 1881 e scampato alla distruzione del terremoto), fu sepolto nel famedio del cimitero monumentale di Messina. 
Il monumento funebre è opera dello scultore Giovanni Scarfì.